# 1771 en architecture
| Années de l'architecture : 1768 - 1769 - 1770 - 1771 - 1772 - 1773 - 1774    |
| Décennies de l'architecture : 1740 - 1750 - 1760 - 1770 - 1780 - 1790 - 1800 |

Cet article présente les faits marquants de l'année 1771 en architecture.

## Réalisations
- Fin de la construction du temple de Putuo Zongcheng au Hebei.
- Claude Nicolas Ledoux construit un pavillon néoclassique à Louveciennes pour la comtesse du Barry.
- Construction des grandes écuries de Versailles et des salines d’Arc-et-Senans par Ledoux.
- Étienne-Louis Boullée à la Chaussée d'Antin l'hôtel de Thun (détruit).

## Événements
- Jacques François Blondel publie son Cours d’architecture à Paris.

## Récompenses
- Académie royale d'architecture : Nicolas-Henri Jardin.

## Naissances
- 12 janvier : Paul Ludwig Simon, architecte allemand († 14 février 1815).

## Décès
- 29 avril : Bartolomeo Rastrelli (° 1700).
- Date précise inconnue : 
  - Raphaël de Lozon, architecte français (° 1731).